# 玛丽港
玛丽港（瑞典語：Mariehamn）是芬兰奥兰自治区的首府和最大城市，是该自治区政府和议会的所在地。奥兰自治区有一半人口居住在玛丽港。与奥兰自治区其它市镇一样，玛丽港的官方语言是瑞典语，2016年底时约84.5%居民以此为母语。

## 历史
玛丽港是以俄罗斯帝国皇后玛丽亚·亚历山德罗芙娜而命名的。玛丽港是在1861年在原属约马拉市镇的一个村庄周围成立的。成立之后城市不断扩张且合并了约马拉更多的土地。“南街”（Södragatan）是最古老的街道之一，这条街道两旁还能看到很多始建于19世纪的木头房子。

## 友好城市
- 瑞典哥得兰岛
- 冰島科帕沃于尔
- 挪威克拉格勒
- 法罗群岛托尔斯港
- 爱沙尼亚库雷萨雷
- 芬兰瓦尔凯阿科斯基
- 俄羅斯罗蒙诺索夫[4]